# Tipula bruchi
Tipula bruchi är en tvåvingeart som beskrevs av Alexander 1920. Tipula bruchi ingår i släktet Tipula och familjen storharkrankar. Inga underarter finns listade i Catalogue of Life.